# Victor Loret

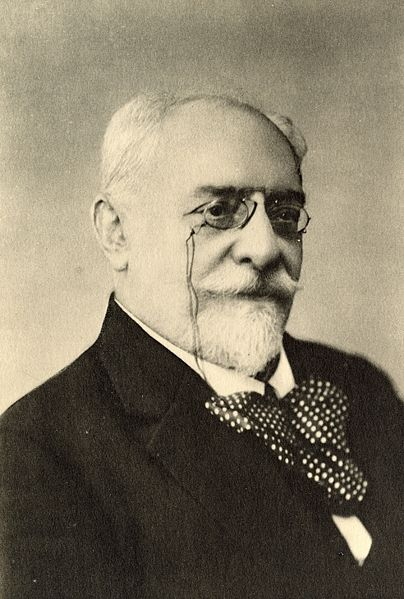
Victor Loret, (1920)

Victor Clement Georges Philippe Loret (Parijs, 1 september 1859 – 3 februari 1946) was een Frans egyptoloog die heel wat graven in de Vallei der Koningen in Egypte heeft ontdekt en onderzocht. Hij doceerde ook egyptologie in Lyon.
Hij studeerde samen met Gaston Maspero aan de École pratique des hautes études. In 1897 werd hij hoofd van de Supreme Council of Antiquities. In maart 1898 ontdekte hij DK 35, het graf van Amenhotep II in de Vallei der Koningen. Daarna ontdekte hij er nog 7: DK 32, DK 33, DK 36, DK 38, DK 40, DK 41 en DK 42.
- Biblioteca Nacional de España: XX1392687
- Bibliothèque nationale de France: cb127413952 (data)
- Author citation (botany): V.Loret
- Gemeinsame Normdatei: 117216801
- International Standard Name Identifier: 0000 0001 2100 6901
- Library of Congress Control Number: n87151745
- Base Léonore: 19800035/268/35897
- Nationale Bibliotheek van Tsjechië: mzk2014828223
- Nationale Bibliotheek van Israël: 987007274774805171
- Nederlandse Thesaurus van Auteursnamen: 118811355
- SNAC: w6dc89nm
- Système universitaire de documentation: 085712140
- Trove: 820525
- Union List of Artist Names: 500276949
- Virtual International Authority File: 37042085
- WorldCat: E39PBJvRYPyPFxYYh3MGpX8XBP